# 글로벌 반상회 - 국제아파트
《글로벌 반상회 - 국제아파트》는 목요일 밤 11시에 TV조선으로 방송하는 국내거주 외국인 가족 토크쇼 예능 프로그램이다.

## MC
- 이휘재
- 박미선
- 김영철

## 동시간대 경쟁 프로그램
- 다문화 고부열전 (EBS 1TV)
- 썰전 (JTBC)
- 기막힌 이야기 실제상황 (MBN)
- 경찰 25시 (OBS)
- 해피투게더 (KBS 2TV)
- 경찰청 사람들 2015 (MBC)
- 자기야 - 백년손님 (SBS)
- 슈퍼스타K 7 (M.net)